# مسجد فاطمة شقرا
مسجد فاطمة شقرا، بشارع تحت الربع، (873هـ-1468-69)، الذي يرجح أن تكون جددته السيدة فاطمة شقرا، حيث كتب على جانبي بابه العمومي (في الوجهة الغربية)، ما نصه: «بسم الله الرحمن الرحيم... الست المصونة فاطمة شقرا... بتاريخ شهر جمادى الآخر من سنة ثلاث وسبعين وثمانمائة». ومنارته أسطوانية الشكل. قامت بإصلاحه إدارة حفظ الآثار العربية عام 1907. له محراب قديم يعد من أجمل المحاريب الحجرية، فقد اشتملت طاقيته على مقرنصات وتلبيس بالرخام الأسود، ويحيط بصنج عقود أشرطة منقوشة، ويعلوه مستطيلان كتب فيهما: «وما النصر إلا من عند الله. إن ينصركم الله فلا غالب لكم».